# François-Mercure Van Helmont
Pour les articles homonymes, voir Van Helmont.
François-Mercure van Helmont ou Franciscus Mercurius van Helmont (né en 1614 à Vilvorde, mort en décembre 1698 à Cölln-Berlin) est un savant, philosophe, chimiste, physicien et médecin. Il fut conseiller des comtes palatins Karl Ludwig (1617-1680) et Christian-Auguste de Sulzbach (1622-1708). Il s'intéressait aussi à l'alchimie et à la kabbale.
Libre baron de Helmont, de Merode et du Saint-Empire, seigneur de Merode, Oirschot, Pellines et Royenborch, il est issu d'une importante et riche famille seigneuriale, étant le fils de Jean-Baptiste van Helmont (1579-1644), célèbre chimiste et médecin, et de Marguerite van Ranst.

## Biographie
Il est baptisé le 20 octobre 1614 à Vilvorde. Son père l'avait appelé "Mercure" à cause de son intérêt pour l'alchimie (il croyait produire de l'or grâce à du mercure). Son père fit son éducation, il ne suivit pas d'études universitaires et ne fut jamais médecin. Il apprit le latin et l'allemand en lisant plusieurs fois le Nouveau Testament.
Après la mort de son père (1644), il mena une vie itinérante et fut remarqué par Anthony Ashley Shaftesbury. 
Entre 1644 et 1648, installé à Amsterdam, il fut proche des membres de la famille du Palatinat, surtout Karl Ludwig (1617-1680) et Robert Rupert (1619-1682), ainsi que Élisabeth de Bohême, princesse palatine (1618-1680), correspondante de Descartes, et Sophie de Hanovre (1630-1714), princesse-électrice, protectrice de Leibniz.
En 1648, il édita le corpus des œuvres de son père dans lequel celui-ci donne sa doctrine de la médecine : Ortus medicinae. Selon l'opinion contestable d'Anne Becco, "il n'écrit convenablement que le flamand", "il rédige mal, ignore le latin, son français est fort déficient, il a appris l'anglais en 1671. Il lui faut donc des mentors : Henry More, Leibniz, Knorr von Rosenroth, Buchius.
En 1650, le prince Christian Auguste (1622-1708) le prit pour conseiller à Sulzbach. 
L'empereur Léopold Ier (1640-1705), par lettres patentes du 3 août 1658, le créa libre baron du Saint-Empire (concession sans effet dans les Pays-Bas espagnols) à la suite de son action pour concilier les princes allemands, divisés entre luthériens et catholiques.
En 1662, lors d'un voyage en Italie, il fut traduit devant l'Inquisition, sous la charge de "judaïsation" (1661-1663).
En 1666, à Sulzbach, il se lia avec Christian Knorr von Rosenroth, conseiller du prince palatin et Sulzbach et surtout auteur de la Cabbala Denudata, un recueil de textes kabbalistiques ; dans la deuxième partie du livre, F.M. édite (1684) le De revolutione animarum (De la révolution des âmes) de Rabbi Jitschack Lpriensis.
Il fut un ami des philosophes Leibniz (de 1671 à 1698), Henry More (1670), Anne Conway (de 1670 à 1679), John Locke (1683). Il fut assez proche des quakers de 1675 à sa mort. En 1694, il rencontre régulièrement Sophie de Hanovre avec Leibniz, à Hanovre.
Il est mort, sans postérité, en décembre 1698 à Cölln, un faubourg de Berlin.

## François-Mercure van Helmont et la philosophie
Il aurait prolongé l'enseignement kabbalistique, néo-platonicien, mystique et vitaliste de son père, mais aussi de Paracelse. Il défend une monadologie qui a inspiré, partiellement, Leibniz. Contrairement à ce qu'écrivent plusieurs auteurs qui se recopient, il n'est nullement l'auteur de l'Ordre intégral ou ordre des siècles (Seder olam sive Ordo seculorum, 1693), dans lequel le monde est présenté comme gouverné par un seul principe de vie, qui s'étend de la Monade centrale et impérissable (Dieu) jusqu'aux choses infiniment divisibles et soumises à l'explication mécanique.

## François-Mercure van Helmont et la kabbale
Il fréquenta des juifs et des kabbalistes chrétiens à Amsterdam. Il pensait que la kabbale était la théologie primitive (theologia prisca) donnée par Dieu à Adam. Il publia, avec Christian Knorr von Rosenroth, une anthologie énorme, Kabbala denudata (2 vol. : 1677 et 1684), avec un essai, Cabbalistical Dialogue (édité à part en 1682). Une large place est accordée à Isaac Luria (1534-1572). Ses positions attirèrent une arrestation par l'Inquisition, en 1661 : Philip Wilhelm, duc de Neuburg, lui reprochait de judaïser le christianisme, au détriment des sacrements, et de professer que chacun pouvait atteindre le salut sur la base de sa propre foi. F.-M. Van Helmont pense que "les âmes des corps morts passent immédiatement dans les corps des nouveau-nés et qu'ainsi les mêmes âmes jouent toujours leur personnage sur ce théâtre du monde" : c'est la "révolution des âmes" (gilgul), la réincarnation défendue par les kabbalistes.

## François-Mercure van Helmont et la médecine
Il donne l'édition posthume des œuvres de son père : Opuscula medica inaudita. Il expose sa médecine dans The Spirit of Diseases (1694)  (édition latine 1692). Il suit l'enseignement de Paracelse et de son père. Il donna des conférences sur la médecine lors de son séjour en Angleterre. Il publia un traité sur les sourds-muets dans lequel il est le premier à faire connaître la manière dont se comportent la bouche et les autres organes de la parole dans la prononciation de chaque lettre. 

### Œuvres
- Alphabeti vere naturalis Hebraici brevissima Delineatio (Kurtzer Entwurff des eigentlichen Naturalphabets der heiligen Sprache, 1657). Trad. an. : The Alphabet of Nature  Soutient que l'hébreu est la langue originelle. Son premier livre.
- Kabbala denudata (La kabbale dévoilée, t. I 1677, t. II 1684) (écrit avec Christian Knorr von Rosenroth). Trad. an. par Samuel Liddell MacGregor Mathers en 1887 : Kabbalah unveiled  Recueil et traduction d'un grand nombre de textes kabbalistiques, dont ceux de Isaac Louria. Comprend (au tome I, 308 sq.) A Cabbalistical Dialogue (édition séparée 1682), écrit avec Anne Conway ; comprend aussi (au tome II) Adumbratio kabbalae christianae[8], résumé de la kabbale chrétienne, probablement dû à François-Mercure Van Helmont. Son deuxième livre.
- Paradoxal Discourses concerning the Macrocosm and Microcosm, Londres, 1685, 2 vol. Édition hollandaise 1693. Édition allemande 1691 : Ungemeine Meinungen von dem Macrocosmo und Microcosmo
- Two Hundres Queries moderately propounded concerning the Doctrine of the Revolution of Humane Souls (écrit avec Anne Conway, Londres, 1684. Édition latine 1690 : De revolutione animarum. Édition all. 1686. Réfutation de Hobbes, Descartes, Spinoza en se fondant sur la kabbale
- Quaedam praemeditatae et consideratae cogitationes super quatuor priora capita libri Moysis, Genesis nominati (1697). En partie au moins rédigé par Leibniz selon Anne Becco[9]. Interprétation kabbalistique du livre de la Genèse. Édition flamande (Bookverkooper aan de Leezer) 1698 (au départ, avant la rédaction de Leibniz, le texte est en flamand mais la version flamande traduit le texte latin), édition allemande 1698, édition anglaise 1701.
- Het Godlijl (The Divine Being ans its Attribute) n'est pas de F.-M. Van Helmont, mais c'est la mise en forme, par Buchius (1693), de ses idées théologiques. Édition flamande 1694.
- Les Opuscula philosophica quibus continentur principia philosophiae antiquissimae et recentissimae (Amsterdam 1690) ne sont pas de F.-M. Van Helmont mais de Anne Conway.

### Études
C. Broeckx, Le baron François-Mercure van Helmont, dans Annales de la Société de Médecine d'Anvers, 1870, 28 pages.
- A. Becco, "Leibniz et François-Mercure van Helmont. Bagatelle pour des monades", Studia Leibnitiana Sonderheft, 7 (1978), p. 121-142.
- Allison P. Coudert, The Impact of the Kabbalah in the 17th Century. The Life and Thought of Francis Mercury van Helmont, Leyde, Brill, 1999.
- Allison P. Coudert, "Franciscus Mercurius van Helmont", in W. J. Hanegraaff (édi.), Dictionary of Gnosis and Western Esotericism, Leyde, Brill, 2005, t. I, p. 464-468.